# Distrito de Kabale
El distrito de Kabale es uno de los 111 distritos de Uganda. Se localiza en el sudoeste de Uganda. Como casi todos los distritos de Uganda, su nombre es igual que el de su ciudad capital.

## Geografía
La superficie del distrito que confina con Ruanda asciende a 1.827 kilómetros cuadrados. Debido a la altitud Kabale (más de 1200 metros sobre el nivel del mar) es más frío que el resto de Uganda, que asciende de 15 °C a 20 °C y puede descender en la noche hasta 10 °C.
Los suelos fértiles de esta zona permiten el cultivo de manzanas, peras y de ciruelos.

## Turismo
La atracción principal de Kabale son los gorilas de montaña. La ciudad capital del distrito es Kabale conocida por poseer parques nacionales, en el cual los animales en peligro de extinción se encuentran a salvo: el parque nacional de Bwindi y Mgahinga Gorilla National Park. Una parte del parque nacional de Bwindi se encuentra en Kabale.
Otra atracción es el lago Bunyonyi, localizado a siete kilómetros de la ciudad de Kabale.

## Población

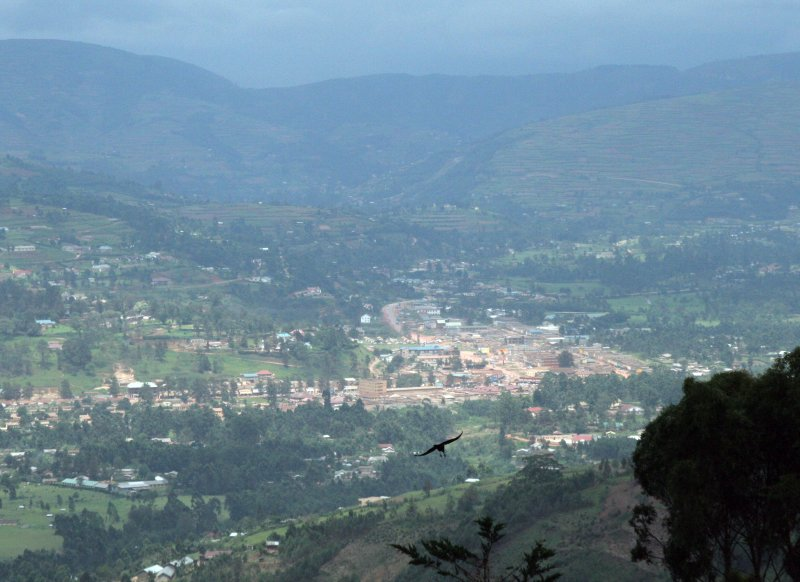
Ciudad de Kabale.

El censo nacional de población y la encuesta de hogares del 27 de agosto de 2014 enumeraron la población del distrito en 230 609. La Oficina de Estadísticas de Uganda (UBOS) estimó la población del distrito, tal como estaba constituida el 1 de julio de 2020, en 248 700. De estos, se estima que 120 °C000 son hombres y los 128 700 restantes, mujeres. UBOS calculó la tasa de crecimiento anual promedio de la población en 1,3 %, entre 2014 y 2020. Sus principales etnias son los bakigas y pigmeos.